# Georg Deidrich
Georg Deidrich (n. ca. 1570, Teaca - d. 1606) a fost un învățat sas, poet și scriitor umanist din Principatul Transilvaniei. 

S-a născut în Teaca, fiind fiul unui preot. În 1587 a plecat pentru studii la Strasbourg, călătorind ulterior și prin Italia. În 1591 s-a întors în Transilvania, devenind rector de școală la Sibiu. După moartea tatălui în 1594 s-a stabilit ca preot în Teaca. Este autorul unui jurnal de călătorii.

## Lucrări
- Hodoepori con itineris Argentoratensis, insigniumquo locorum et urbium, 1589